# Funafuti
Funafuti je atol v zahodnem Tihem oceanu, najgosteje naseljen med atoli, ki tvorijo otoško državo Tuvalu, in uradno njeno glavno mesto. Tu živi skoraj polovica od 10.000 prebivalcev države. Atol sestavlja približno 30 koralnih otokov, največji od katerih je Fongafale, na njem pa stoji vas Vaiaku, kjer se nahaja večina državnih uradov. Četudi nekateri viri zato kot glavno mesto navajajo Vaiaku ali Fongafale, ima po tuvalujski ustavi ta status celoten atol. Poleg državnih uradov so v Vaiakuju bolnišnica, cerkev Fetu Ao Lima, mednarodno letališče in hotel.
Od začetka 21. stoletja pozidava občutno negativno vpliva na tradicionalno pridelavo kopre, banan in papaj, skrbi pa povzroča tudi dviganje morske gladine.

## Zgodovina
Prvi naseljenci so na Funafuti prišli s Samoe, ime je dobil po lokalnem poglavarju Funi. Kot prvi zahodnjak ga je leta 1819 obiskal Britanec Arent Schuyler de Peyster in ga poimenoval Elliceov otok (po politiku Edwardu Elliceu). Nato ga je leta 1841 obiskala ameriška ekspedicija pod vodstvom Charlesa Wilkesa, nakar so posest nad njim razglasile Združene države Amerike. Kmalu po tistem so večino prebivalcev odpeljali perujski lovci na sužnje, še nekaj let kasneje pa so prišli misijonarji in pokristjanili otočje. Leta 1892 je celotna otoška skupina postala britanski protektorat, do leta 1978, ko se je Tuvalu osamosvojil.

### Druga svetovna vojna
Med drugo svetovno vojno je 2. oktobra 1942 ameriška mornarica zasedla Funafuti (operacija Fetlock), da bi zavarovala severni prehod proti Samoi in Fidžiju. Enota Seabees je zgradila letališče, ki je po razširitvi naslednje leto omogočalo celo operacije bombnikov B-24 Liberator. Japonci so zasedbo odkrili šele marca 1943 in nekajkrat bombardirali bazo, a atola niso nikoli osvojili. V kasnejših fazah vojne je infrastruktura na Funafutiju služila v podporo operacijam na Marshallovih otokih, tu so prečrpavali gorivo s tankerjev na manjše oskrbovalne ladje, ki so ga dostavljale floti v bojni coni. Na koncu se je bojišče pomaknilo proti severu, zato je baza izgubila na pomenu in je predstavljala zgolj postojanko za letala.

## Geografija
Atol obkroža laguno, ki meri približno 21 km v dolžino in 16 km v širino. Vanjo vodi več plitvih ožin med otoki, glavni sta Te Buabua na severu in Te Ava Mateika na jugu. Te Buabua so ameriški marinci med drugo svetovno vojno umetno poglobili. Največji otok, Fongafale, ima obliko obrnjene črke L, leži na severovzhodnem robu in meri približno 13 km v dolžino, v širino pa le 50–150 m (razen v pregibu).
Otoke poraščajo palme in slanoljubo grmičevje, del zunanjih obal pa tudi močvirja z mangrovami. V naravoslovju je Funafuti znan tudi kot lokacija, kjer je Sir Edgeworth David izvrtal 340 m globoko vrtino in z vzorcem, ki so ga vse do te globine sestavljali izključno zbiti ostanki v plitvinah živečih organizmov, potrdil Darwinovo hipotezo o nastanku atolov.

### Podnebje
| Podnebni podatki za Funafuti          | Podnebni podatki za Funafuti | Podnebni podatki za Funafuti | Podnebni podatki za Funafuti | Podnebni podatki za Funafuti | Podnebni podatki za Funafuti | Podnebni podatki za Funafuti | Podnebni podatki za Funafuti | Podnebni podatki za Funafuti | Podnebni podatki za Funafuti | Podnebni podatki za Funafuti | Podnebni podatki za Funafuti | Podnebni podatki za Funafuti | Podnebni podatki za Funafuti |
| Mesec                                 | Jan                          | Feb                          | Mar                          | Apr                          | Maj                          | Jun                          | Jul                          | Avg                          | Sep                          | Okt                          | Nov                          | Dec                          | Letno                        |
| ------------------------------------- | ---------------------------- | ---------------------------- | ---------------------------- | ---------------------------- | ---------------------------- | ---------------------------- | ---------------------------- | ---------------------------- | ---------------------------- | ---------------------------- | ---------------------------- | ---------------------------- | ---------------------------- |
| Rekordno visoka temperatura °C        | 33.8                         | 34.4                         | 34.4                         | 33.2                         | 33.9                         | 33.9                         | 32.8                         | 32.9                         | 32.8                         | 34.4                         | 33.9                         | 33.9                         | 34.4                         |
| Povprečna visoka temperatura °C       | 30.7                         | 30.8                         | 30.6                         | 31.0                         | 30.9                         | 30.6                         | 30.4                         | 30.4                         | 30.7                         | 31.0                         | 31.2                         | 31.0                         | 30.8                         |
| Povprečna dnevna temperatura °C       | 28.2                         | 28.1                         | 28.1                         | 28.2                         | 28.4                         | 28.3                         | 28.1                         | 28.1                         | 28.2                         | 28.2                         | 28.4                         | 28.3                         | 28.2                         |
| Povprečna nizka temperatura °C        | 25.5                         | 25.3                         | 25.4                         | 25.7                         | 25.8                         | 25.9                         | 25.7                         | 25.8                         | 25.8                         | 25.7                         | 25.8                         | 25.7                         | 25.8                         |
| Rekordno nizka temperatura °C         | 22.0                         | 22.2                         | 22.8                         | 23.0                         | 20.5                         | 23.0                         | 21.0                         | 16.1                         | 20.0                         | 21.0                         | 22.8                         | 22.8                         | 16.1                         |
| Povprečna količina padavin mm         | 413.7                        | 360.6                        | 324.3                        | 255.8                        | 259.8                        | 216.6                        | 253.1                        | 275.9                        | 217.5                        | 266.5                        | 275.9                        | 393.9                        | 3.512,6                      |
| Povp. št. dni s padavinami (≥ 1.0 mm) | 20                           | 19                           | 20                           | 19                           | 18                           | 19                           | 19                           | 18                           | 16                           | 18                           | 17                           | 19                           | 223                          |
| Povprečna relativna vlažnost (%)      | 82                           | 82                           | 82                           | 82                           | 82                           | 82                           | 83                           | 82                           | 81                           | 81                           | 80                           | 81                           | 82                           |
| Povp. št. sončnih ur                  | 179.8                        | 161.0                        | 186.0                        | 201.0                        | 195.3                        | 201.0                        | 195.3                        | 220.1                        | 210.0                        | 232.5                        | 189.0                        | 176.7                        | 2.347,7                      |
| Povp. št. sončnih ur na dan           | 5.8                          | 5.7                          | 6.0                          | 6.7                          | 6.3                          | 6.7                          | 6.3                          | 7.1                          | 7.0                          | 7.5                          | 6.3                          | 5.7                          | 6.4                          |
| Vir: Deutscher Wetterdienst           |                              |                              |                              |                              |                              |                              |                              |                              |                              |                              |                              |                              |                              |